# Кратер Лаки
Кратер Лаки (исл. Lakagígar) налази се на југу Исланда у националном парку Скафтафел. Део је вулканског система Гримсветн. Кратер Лаки је 934. приликом вулканске ерупције ослободио 19,6 km³ лаве. Ерупција 1783—1784. имала је катастрофалне последице за целу Европу. Ослободило се 15 km³ лаве и облаци отровног сумпор диоксида и флуора. Отровне паре су убиле 50% стоке и изазвале су глад и смрт 21% становништва Исланда. Сматра се да је узроковао и климатску промену, која је довела до глади и Француске револуције.

## Ерупција 1783.
Расцеп са 130 кратера отворио се експлозијом 8. јуна 1783. Експлозија је настала због контакта подземних вода са базалтном магмом. Временом тип ерупције се мењао и све мање је ерупција била експлозивна, али избацивала се огромна количина лаве. Осам месеци се избацивала огромна количина сумпорних аеросоли, које су проузрокавале велику климатску промену са великим друштвеним последицама.
Ослободило се 15 km³ базалтне лаве, а запремина тефре је била 0,91 km³. Лава је била избацивана ма висину од 800 до 1400 метара. У Великој Британији лето 1783. познато је као пешчано лето, због велике количине пепела, који је пао. Гасови су били избацивани на висину од 15 километара. Аеросоли су изазвали ефекат хлађења северне хемисфере.
Већина лаве избачена је у првих пет месеци ерупције, али ерупција се наставила до 7. фебруара 1784. Лаки расцеп се шири од вулкана Гросветн, који је наставио са радом до 1785. Укупно је ослобођено 120 милиона тона сумпор диоксида и 8 милиона тона флоура.

## Последице на Исланду
Око 21% становништва Исланда умрло је од глади од 1783 до 1784. Од велике количине отровног флуора угинуло је 80% оваца, 50% говеда и 50% коња. Један свештеник Јон Стајнгримсон постао је познат по својим проповедима, посебно након што се лава зауставила крај њихова града, док су се сви налазили у цркви.

## Последице у Европи
Око 120 милиона тона сумпорног диоксида је било ослобођено, а то одговора трогодишњој европској индустријској производњи из 2006. Толика количина сумпор диоксида изазвала је дебелу сумпорну измаглицу широм западне Европе.
Отровни облак се од Исланда ширио Европом. Најпре је дошао до Бергена у Норвешкој, затим је дошао до Прага 17. јуна, до Берлина 18. јуна, Париза 20. јуна и Велике Британије 23. јуна. Магла је била толико густа да су бродови остајали у лукама због слабе видљивости. За Сунце су рекли да је било боје крви. Било је жртава удисања отровних сумпорних гасова. Показало се да је порасла смртност радника на отвореном. У неким крајевима је смртност била 2 до три пута већа од нормале. Процењује се да је у августу и септембру 1783. 23.000 Британаца умрло од отровних гасова.
После тога дошло је до веома оштре зиме, током које је повећана смртност за 8.000 људи у Великој Британији. У пролеће 1784. у Немачкој и централној Европи било је много поплава.
Метеоролошки утицај Лакија допринео је да неколико година постоје кстремни климатски услови, који су у Француској изазвали суше, лоше зиме и лета, те олују 1788, која је уништила усеве. То је дало значајан допринос сиромаштву и глади, које је потакло Француску револуцију.

## Последице у Северној Америци
Зима 1784. била је најдужа и најхладнија забележена у Северној Америци. Био је то најдужи период темапаратура испод нуле у Новој Енглеској и најдужи период снега у Њу Џерзију.